# Iglesia de Nuestra Señora de la Asunción (Mira)
La iglesia parroquial de Nuestra Señora de la Asunción es un templo católico ubicado en la localidad española de Mira, en la provincia de Cuenca.

## Descripción
Es un edificio espacioso y bien proporcionado, excepto en la torre, que resulta muy baja, pues es de la misma anchura que el frontis de la iglesia en el poniente, con puerta hoy inutilizada, pero que debió ser la principal, de dovelas lisas y muy largas.
Al mediodía, atrio cercado con barbacana de piedra, y la puerta actual de la iglesia con arco intradós plano achaflanado, el arranque de imposta prolongada, y en su superficie, serie de medias cañas; sobre la puerta, hornacina de pequeñas dimensiones y composición clásica con pequeñas pilastras a los lados y frontón triangular con pequeños florones. En la puerta se lee año 1792. Al oeste, bajo la torre, portada de medio punto con dovelas muy largas.
El interior consta de una sola nave en forma de salón con ábside de tres lados que cubren tres lunetos. Pilastras con moldura rehundida y capiteles corintios. Decoración de rocalla en los arcos fajones y ángulos de los lunetos. De todo ello, parece deducirse que la construcción se adjudicaría en el siglo XVI, con reminiscencias del gótico por el ábside; la decoración interior tendría influencia del siglo XVIII.